# Temporada 1976-77 de l'NBA
La temporada 1976-77 de l'NBA fou la 31a en la història de l'NBA. Portland Trail Blazers fou el campió després de guanyar a Philadelphia 76ers per 4-2.

## Classificacions

### Conferència Est
| Equip              | V  | D  | %V   | P  |
| ------------------ | -- | -- | ---- | -- |
| Philadelphia 76ers | 50 | 32 | ,610 | -  |
| Boston Celtics     | 44 | 38 | ,537 | 6  |
| New York Knicks    | 40 | 42 | ,488 | 10 |
| Buffalo Braves     | 30 | 52 | ,366 | 20 |
| New York Nets      | 22 | 60 | ,268 | 28 |

| Equip               | V  | D  | %V   | P  |
| ------------------- | -- | -- | ---- | -- |
| Houston Rockets     | 49 | 33 | ,598 | -  |
| Washington Bullets  | 48 | 34 | ,585 | 1  |
| San Antonio Spurs   | 44 | 38 | ,537 | 5  |
| Cleveland Cavaliers | 43 | 39 | ,524 | 6  |
| New Orleans Jazz    | 35 | 47 | ,427 | 14 |
| Atlanta Hawks       | 31 | 51 | ,378 | 18 |

### Conferència Oest
| Equip             | V  | D  | %V   | P  |
| ----------------- | -- | -- | ---- | -- |
| Denver Nuggets    | 50 | 32 | ,610 | -  |
| Chicago Bulls     | 44 | 38 | ,537 | 6  |
| Detroit Pistons   | 44 | 38 | ,537 | 6  |
| Kansas City Kings | 40 | 42 | ,488 | 10 |
| Indiana Pacers    | 36 | 46 | ,439 | 14 |
| Milwaukee Bucks   | 30 | 52 | ,366 | 20 |

| Equip                    | V  | D  | %V   | P  |
| ------------------------ | -- | -- | ---- | -- |
| Los Angeles Lakers       | 53 | 29 | ,646 | -  |
| Portland Trail Blazers C | 49 | 33 | ,598 | 4  |
| Golden State Warriors    | 46 | 36 | ,561 | 7  |
| Seattle SuperSonics      | 40 | 42 | ,488 | 13 |
| Phoenix Suns             | 34 | 48 | ,415 | 19 |

* V: Victòries
* D: Derrotes
* %V: Percentatge de victòries
* P: Diferència de partits respecte al primer lloc
* C: Campió

## Estadístiques
| Categoria                   | Jugador             | Equip                  | Mitjana/% |
| --------------------------- | ------------------- | ---------------------- | --------- |
| Punts per partit            | Pete Maravich       | New Orleans Jazz       | 31,6      |
| Rebots per partit           | Bill Walton         | Portland Trail Blazers | 14,4      |
| Assistències per partit     | Don Buse            | Indiana Pacers         | 8,5       |
| Robatoris per partit        | Don Buse            | Indiana Pacers         | 3,5       |
| Taps per partit             | Bill Walton         | Portland Trail Blazers | 3,2       |
| Percentatge de tirs de camp | Kareem Abdul-Jabbar | Los Angeles Lakers     | ,579      |
| Percentatge de tirs lliures | Ernie DiGregorio    | Buffalo Braves         | ,945      |

## Premis
- MVP de la temporada
  -  Kareem Abdul-Jabbar (Los Angeles Lakers)

- Rookie de l'any
  -  Adrian Dantley (Buffalo Braves)

- Entrenador de l'any
  -  Tom Nissalke (Houston Rockets)

- Primer quintet de la temporada
  - Pete Maravich, New Orleans Jazz
  - Kareem Abdul-Jabbar, Los Angeles Lakers
  - David Thompson, Denver Nuggets
  - Paul Westphal, Phoenix Suns
  - Elvin Hayes, Washington Bullets

- Segon quintet de la temporada
  - Julius Erving, Philadelphia 76ers
  - George McGinnis, Philadelphia 76ers
  - Bill Walton, Portland Trail Blazers
  - George Gervin, San Antonio Spurs
  - Jo Jo White, Boston Celtics

- Millor quintet de rookies
  - John Lucas, Houston Rockets
  - Mitch Kupchak, Washington Bullets
  - Scott May, Chicago Bulls
  - Adrian Dantley, Buffalo Braves
  - Ron Lee, Phoenix Suns

- Primer quintet defensiu
  - Bobby Jones, Denver Nuggets
  - E. C. Coleman, New Orleans Jazz
  - Bill Walton, Portland Trail Blazers
  - Norm Van Lier, Chicago Bulls
  - Don Buse, Indiana Pacers

- Segon quintet defensiu
  - Jim Brewer, Cleveland Cavaliers
  - Jamaal Wilkes, Golden State Warriors
  - Kareem Abdul-Jabbar, Los Angeles Lakers
  - Don Chaney, Los Angeles Lakers
  - Brian Taylor, Kansas City Kings